# Johann Venuto
Johann Anton Venuto, tschechisch Jan Antonín Venuto (* 24. Mai 1746 in Jaispitz, Mähren; † 1. April 1833 in Königgrätz, Königgrätzer Kreis, Königreich Böhmen) war ein böhmischer Geistlicher, Aquarellist, Zeichner und Kartograf. Bekanntheit erlangte er vor allem durch seine Veduten von Schlössern und Städten in Böhmen und Mähren.

## Leben
Venuto studierte von 1763 bis 1768 Katholische Theologie an der Jesuitenhochschule in Olmütz. Am 28. Mai 1768 wurde er in Kremsier zum Diakon geweiht. Später erhielt er die Priesterweihe für das Benefiziat des Bistums Olmütz und wurde Zeremoniar des Suffraganbischofs. Von 1770 bis 1772 wirkte er als Kooperator in Ingrowitz. Auf Vermittlung seines Freundes und Förderers, des Königgrätzer Pfarrers Johann Leopold von Hay, ging Venuto danach nach Königgrätz. 1785 übernahm er einen Sitz im Domkapitel an der Heilig-Geist-Kathedrale. Sein Amt als Domherr am Königgrätzer Domkapitel übte er bis ins hohe Alter aus. Begraben wurde Venuto in Chrast.

## Werke

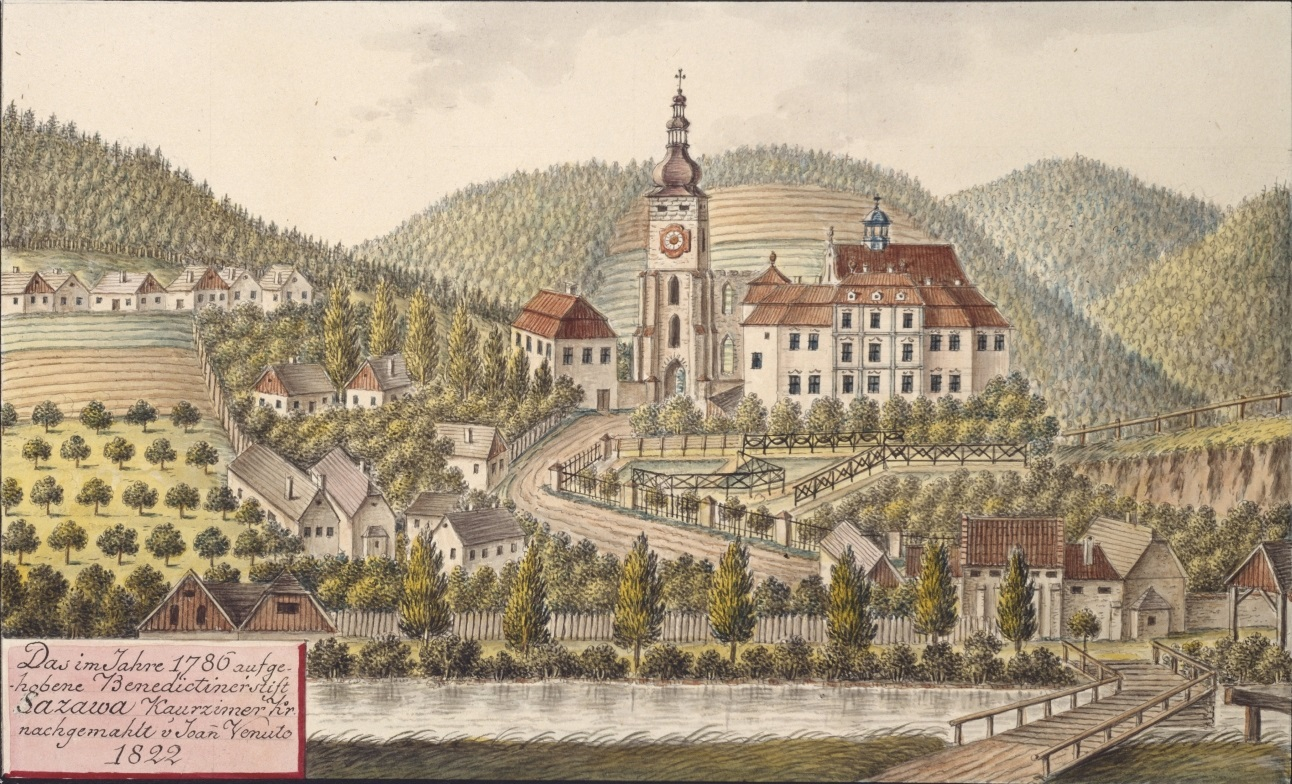
Das im Jahre 1786 aufgehobene Benedictinerstift Sazawa Kaurzimer Kr. nachgemahlt v. Joan. Venuto 1822

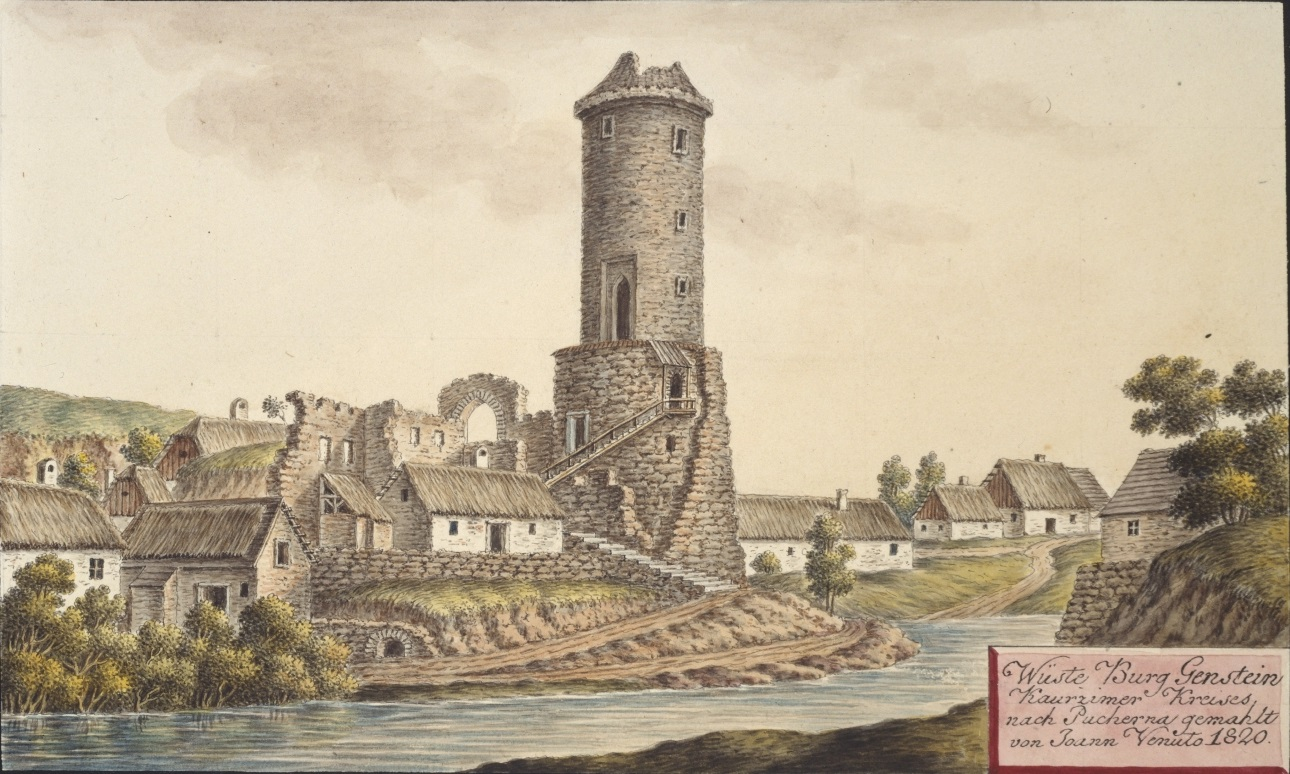
Wüste Burg Genstein Kauřzimer Kreises nach Pucherna gemahlt von Joann Venuto 1820

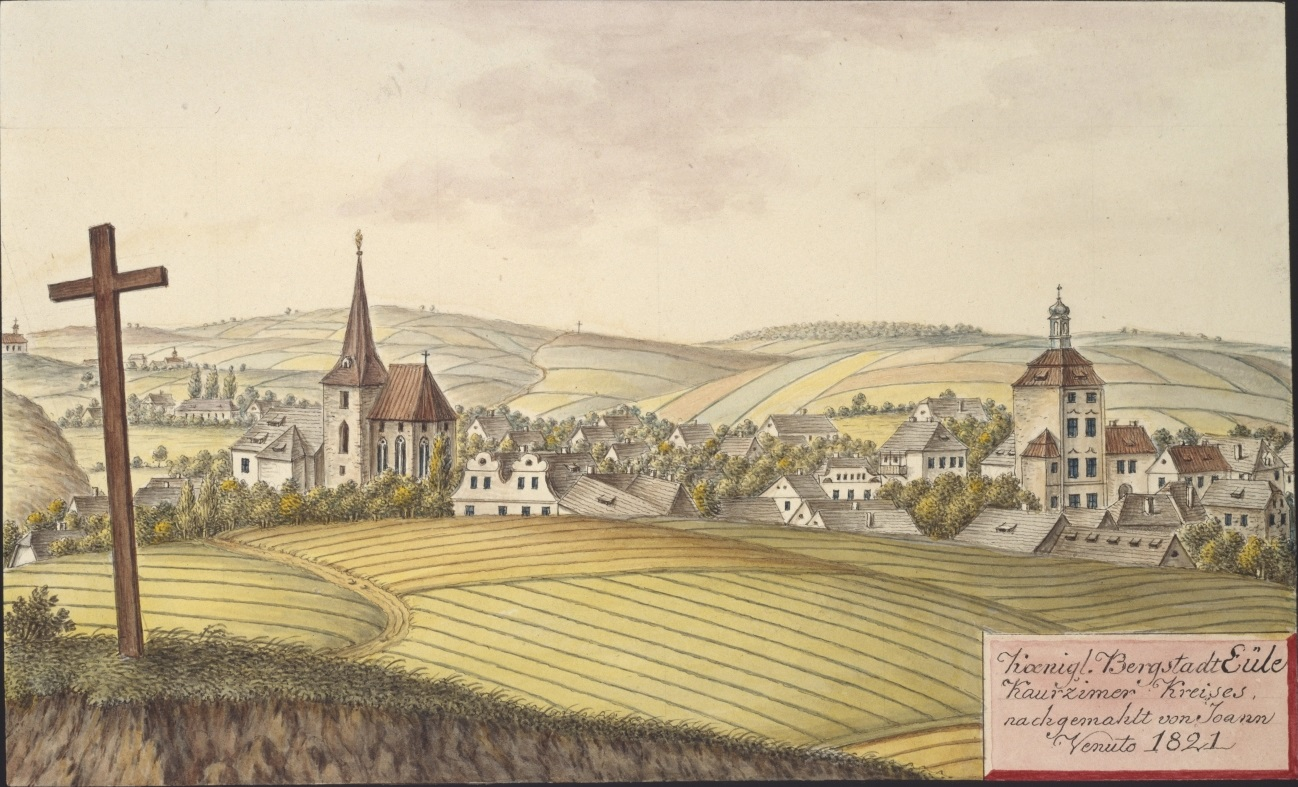
Koenigl. Bergstadt Eule, Kauřzimer Kreises nachgemahlt von Joann Venuto 1821.jpg

Sein außergewöhnliches zeichnerisches Talent vervollkommnete Venuto autodidaktisch. Er fertigte eine Vielzahl von Aquarellen mit Stadt- und Schlossansichten, die zum großen Teil in Prag von Georg Döbler, Wenzel Berger und Anton Pucherna in Kupfer gestochen wurden.
Außerdem zeichnete Venuto eine Karte der Königgrätzer Diözese, die ebenfalls in Kupfer gestochen wurde. Zu Nikolaus Adaukt Voigts „Beschreibung der bisher bekannten böhmischen Münzen“ (1771) zeichnete er die Gepräge.
- „Das Schloss Eger“, Joh. Venuto del. 1806, W. Berger sc., Pragae 1807
- „Das Schloss Liebenstein in Böhmen“, Joh. Venuto del. 1807, A. Pucherna sc. 1808
- „Nachod“, Joh. Venuto del., W. Berger sc. 1805
- „Seeberg in Böhmen, ein Schloss“, Joh. Venuto del. 1807, A. Pucherna sc. Pragae 1808
- „Senftenberg, ein Schloss in Böhmen“, Joh. Venuto del. 1795, W. Berger sc. Pragae 1806
- „Swogssicz“, Joh. Venuto del. 1795, Berger fec. 1802
- „Swogssicz“, von der anderen Seite, J. Venuto del. 1795, Berger fec. 1802